# Девичьи Горки
Девичьи Горки — село в Вольском районе Саратовской области Российской Федерации, входит в состав населённых пунктов Терсинского муниципального образования.

## География
Девичьи Горки располагаются в северо-восточной части Вольского района, в 24 километрах от города Вольска и в 160 километрах от города Саратова. Село находится на правом высоком берегу реки Волга.

## История
Основано село в XVII веке крестьянами -старообрядцами. Вначале они были свободными, однако во времена правления Екатерины II их закрепостили. 
Не ранее 1912 года на территории села построен Храм. В годы советской власти 28 января 1930 года Постановлением заседания Президиума Нижне-Волжского Краевого Исполкома Советов РКиК депутатов было утверждено представление о закрытии и ликвидации храма. Здание было передано под школу. 
С историей села связано имя Ивана Михайловича Днепровского (отец Иоанн), который в 1908 году стал законоучителем в одноклассном училище Министерства народного просвещения в селе Девичьи Горки. 17 июля 2002 года на заседании Священного Синода Русской Православной Церкви было принято решение о прославлении в лике святых иерея Иоанна Днепровского.

## Население
| 2002 | 2010 |
| ---- | ---- |
| 229  | ↘192 |

## Уличная сеть
В границах села расположены пять улиц:
- Дачная улица
- Колхозная улица
- Молодежная улица
- Набережная улица
- Озерная улица

Кроме того, здесь размещена территория СНТ "Сокол".